# Les Mas
 (janvier 2015).
Si vous disposez d'ouvrages ou d'articles de référence ou si vous connaissez des sites web de qualité traitant du thème abordé ici, merci de compléter l'article en donnant les références utiles à sa vérifiabilité et en les liant à la section « Notes et références ».
Les Mas est un groupe belge des années 1990. Il est composé des frères Pierre et Charles Mas, originaires de la République démocratique du Congo.

## Histoire
Ils remportent, en 1997, le concours télévisé Pour la gloire organisé par la RTBF, avec leur chanson Inamona. Ils arrivent en deuxième position lors de la sélection nationale pour le Concours Eurovision de la chanson 1998. Ils sont choisis pour représenter la musique belge, lors de la Conférence interparlementaire européenne de 1998.

## Discographie

### Single
- 1998 : Ils sont là (chanson arrivée 2e à la sélection belge pour le Concours Eurovision de la chanson 1998, après Dis oui de Mélanie Cohl)